# MS Maria Konopnicka
MS Maria Konopnicka – drobnicowiec typu B-54 z serii polskich dziesięciotysięczników.
Patronką statku była polska pisarka Maria Konopnicka.

## Historia
Jednostka, zaprojektowana i zbudowana w Stoczni Gdańskiej im. Lenina, została zwodowana 17 kwietnia 1961 roku. MS Maria Konopnicka był statkiem towarowym o nośności 10 293 ton (DWT), jednym z polskich dziesięciotysięczników. Jego długość całkowita wynosiła 153,9 m, szerokość 19,4 m, zanurzenie 9 m. Posiadał silnik spalinowy o mocy 5733 kW. Rozwijał prędkość maksymalną 16 w.
13 grudnia 1961 r. statek był już po próbach w morzu, w trakcie ostatecznego wyposażania oraz usuwania ostatnich usterek przed planowanym na 16 grudnia przekazaniem go armatorowi. Mimo że założony w harmonogramie termin ukończenia prac był praktycznie niemożliwy do zrealizowania, to dyrekcja stoczni postawiła nie przekładać momentu oddania statku właścicielowi. Dlatego do prac wewnątrz kadłuba skierowano jednocześnie ponad 300 stoczniowców różnych specjalności. W efekcie zamieszania i braku koordynacji prac doszło do tragedii. Na palnik spawacza naprawiającego rurociąg poleciało paliwo, ponieważ w momencie spawania został odkręcony zawór zamykający zbiornik z ropą. Wybuchł tragiczny w swoich skutkach pożar. Z powodu błędów popełnionych w trakcie akcji ratunkowej zginęło 22 stoczniowców.
Po trwającym ponad rok remoncie statek przekazano przedsiębiorstwu Chipolbrok, w którym służył do 1979 r. Nazwę statku skrócono tylko do nazwiska – m/s "Konopnicka". Następnie został sprzedany armatorowi z Chińskiej Republiki Ludowej. Po zmianie bandery M/S Maria Konopnicka został przechrzczony na YIXING. Statek uległ całkowitemu zniszczeniu w wyniku pożaru, który wybuchł podczas postoju w Szanghaju 30 października 1980 r.

## Konotacje w kulturze
Jacek Kaczmarski poświęcił zmarłym na statku stoczniowcom utwór „MS Maria Konopnicka”. Motyw pojawia się w powieściach: Andrzeja Perepeczki Z obu stron z 1969 roku oraz Andrzeja Brauna Próba ognia i wody z 1975 roku. Powieść Brauna została przeniesiona na ekran. Film Próba ognia i wody w reżyserii Włodzimierza Olszewskiego, z muzyką Jerzego Maksymiuka, miał swoją premierę 5 stycznia 1979 roku.

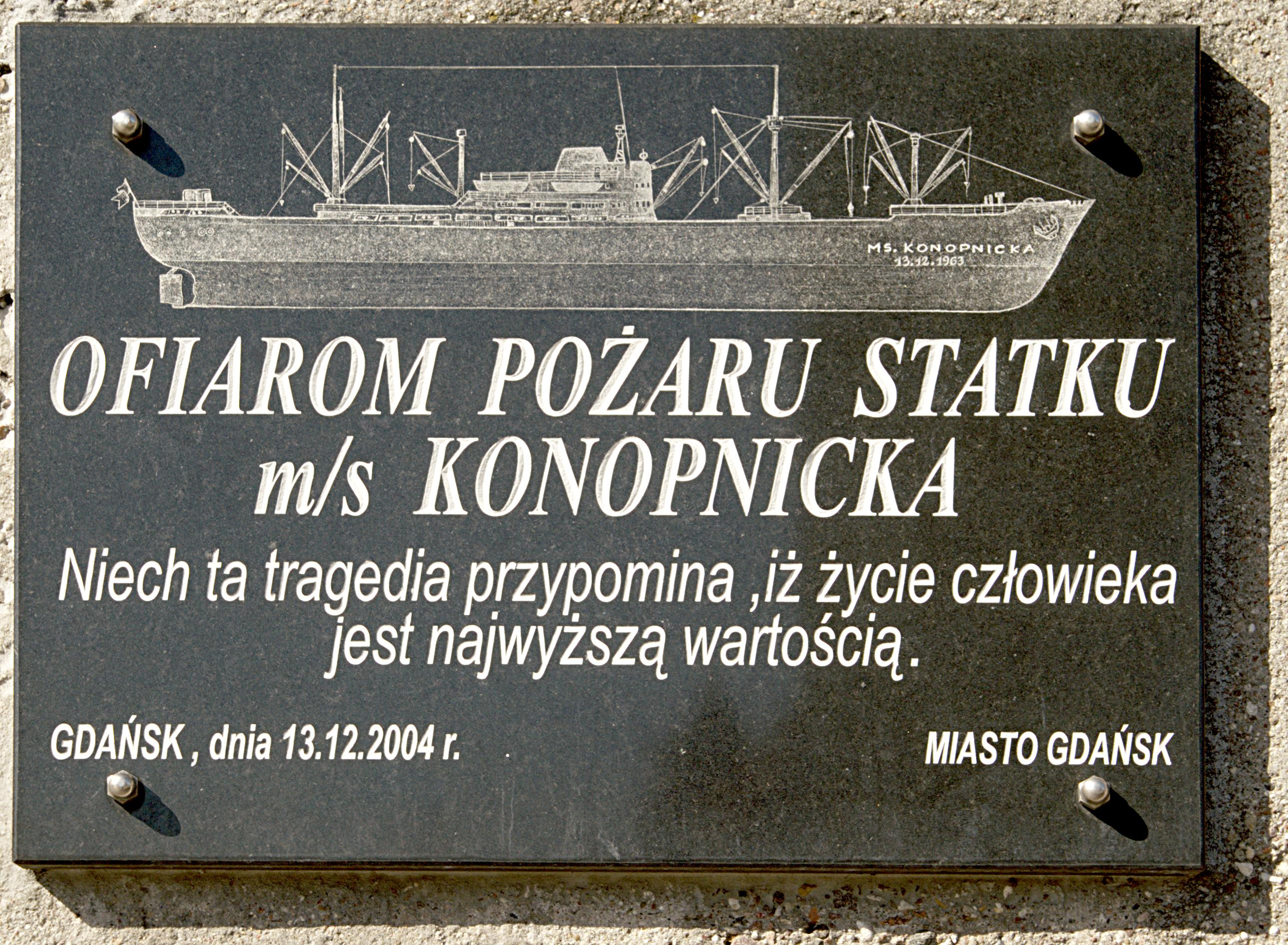
Tablica pamiątkowa dla uczczenia pamięci ofiar pożaru na MS Konopnicka